# Luigi Dentice
Luigi Dentice (Nàpols, vers el 1510 – 1566) fou un compositor, musicògraf, cantant i llaütista italià al servei de la família Sanseverino. No s'ha de confondre amb el seu fill Fabrizio Dentice (vers el 1530- 1581) o el seu net Scipione Dentice (1560 - 1635).
Se li deu una ora molt curiosa titulada Due dialoghí della musica, en la qual tracta principalment de les proporcions i de la tonalitat de la música dels antics.